# ...and So the Night Became
...and So the Night Became är det norska black metal-bandet Aeternus andra studioalbum, utgivet 1998 av skivbolaget Hammerheart Records.

## Låtlista
1. "There's No Wine like the Blood's Crimson" (Ares) – 13:02
2. "As I March" (Ares/Vrolok) – 6:24
3. "Warrior of the Crescent Moon" (Morrigan/Ares) – 9:23
4. "Blodsverging" (Ares) – 6:21
5. "When the Crow's Shadow Falls" (Morrigan/Ares) – 7:59
6. "Ild dans" (Ares) – 8:12
7. "...and So the Night Became" (Ares/Morrigan) – 6:17
8. "Fyrndeheimen" (Ares/K. Nordeide) – 6:00

## Medverkande
Musiker (Aeternus-medlemmar)
- Ares (Ronny Brandt Hovland) – sång, gitarr, percussion
- Vrolok (Erik Hæggernes) – trummor
- Morrigan (Nicola Trier) – basgitarr, keyboard

Bidragande musiker
- Kristian Nordeide – luta, vevlira, clàrsach, fiol, lyra, flöjt, gitarr, piano, percussion
- Janto Garmanslund – sång (spår 4 & 6)
- Torquemada (Ørjan Risan) – percussion

Produktion
- Pytten (Eirik Hundvin) – producent, ljudtekniker, ljudmix
- Aeternus – producent, ljudmix
- Jørgen T. (Jørgen Træen) – ljudmix
- Morrigan – omslagsdesign
- Kristian Nordeide – logo
- Thor Ørtdreskift – foto

### Fotnoter
1. ↑  ...and So the Night Became på discogs.com